# Christian Erbach
Christian Erbach (der Ältere; * um 1570 in Gau-Algesheim bei Bingen; † zwischen 9. und 14. Juni 1635 in Augsburg) war ein deutscher Komponist und Organist der Übergangszeit von der Renaissance zum frühen Barock.

## Leben und Wirken
Über die frühen Jahre und die Ausbildungszeit von Christian Erbach sind keine Informationen überliefert. Von Musikhistorikern des 19. Jahrhunderts wurde mehrfach vermutet, dass er sich zu einem Studium in Venedig aufhielt, doch gibt es dafür keine Belege. Einer seiner ersten Lehrer war vermutlich Johannes Wigand, Ludirector an dem Heimatort Erbachs, doch auch hierfür ist noch keine Quelle bekannt. Seine früheste belegte Erwähnung ist die Veröffentlichung einer fünfstimmigen Litanei im zweiten Buch des Thesaurus litaniarum des Augsburger Musikers Georg Victorinus im Jahr 1596. Um diese Zeit wurde Erbach bereits von der Augsburger Bankiers- und Kaufmannsfamilie Fugger gefördert, deren Organist an der Hofkapelle der Fugger er in den 1590er Jahren wurde. Im Jahr 1600 widmete er seinem Mäzen Markus Fugger dem Jüngeren (1564–1614) sein erstes Buch der Modi sacri; dieses enthielt auch ein Votum nuptiale, komponiert zu dessen Hochzeit mit Maria Salome von Königsegg am 16. November 1598. Aus der Widmungs-Vorrede dieses Buchs ergeben sich auch weitere Rückschlüsse auf die Beziehung Erbachs zur Familie der Fugger und deren Förderung. Nach dem Tod Markus Fuggers 1614 beendete Erbach seine Tätigkeit an der Hofkapelle.
Als Hans Leo Haßler im Jahr 1602 Augsburg verließ, hat Erbach nach und nach mehrere von seinen Ämtern übernommen, so am 27. März die Stellung des Stiftsorganisten am Kollegiatstift St. Moritz und am 11. Juni das Organistenamt der Reichsstadt Augsburg, welches mit der Leitung der dortigen Stadtpfeifer verbunden war. Für 1603 ist eine schwere Krankheit Erbachs belegt; in den Jahren danach hat er seine Tätigkeit für Augsburg schrittweise weiter ausgebaut. Sein Vertrag mit der Stadt wurde 1609, 1614 und 1620 verlängert. Als er am 26. Februar 1625 als Nachfolger von Erasmus Mayr zum Augsburger Domorganisten ernannt wurde, gab er den Dienst an der Stiftskirche St. Moritz auf; am Dom kam es mehrfach zur Zusammenarbeit mit Gregor Aichinger. Als schwedische Truppen im Zuge des Dreißigjährigen Kriegs im Jahr 1632 Augsburg besetzten, musste Christian Erbach seinen Sitz im Großen Rat der Stadt räumen, und seine finanzielle Lage verschlechterte sich erheblich. Aus Geldmangel wurde er aus dem Amt des Domorganisten am 9. Juni 1635 entlassen; kurz darauf ist der Komponist verstorben und wurde am 14. Juni in Augsburg beigesetzt. Am 7. September des Jahres bekam seine Witwe die letzte Quartalszahlung. Sein Nachfolger als Augsburger Domorganist war für etwa ein Jahr Wolfgang Agricola.
Sein Sohn Christian Erbach der Jüngere (* 1603 in Augsburg, † September 1645 ebenda) hatte seine Ausbildung am Jesuitengymnasium Augsburg und an der Universität Dillingen und wirkte von 1636 bis 1645 als Augsburger Domorganist. Von seinen Kompositionen sind nur noch einige Motetten bekannt.

## Bedeutung
Größere Bedeutung für die Musik in Süddeutschland im ersten Drittel des 17. Jahrhunderts hatte Christian Erbach durch seine Tätigkeit als Lehrer einer großen Schülerzahl, die eine einflussreiche süddeutsche Organistenschule begründete. Von diesen Schülern ist Johann Klemm der bekannteste. Darüber hinaus war seine Wirkung als Sachverständiger für den Orgelbau von einiger Bedeutung. Von seinem kompositorischen Schaffen hat jenes für Tasteninstrumente das größte Gewicht; hierzu gehören, in dieser Reihenfolge, die etwa 150 Toccaten, Canzonen und Ricercare. Die Toccaten gehen von venezianischen Vorbildern aus und zeigen die typischen Passagen, manchmal mit einem kontrapunktisch gestalteten Mittelteil. Die Canzonen lehnen sich an die Kanzonen für Ensembles an, enthalten aber auch vereinzelt toccatenhafte Elemente. Auch seine Introitus-Kompositionen haben Ähnlichkeit mit den Toccaten. Die Ricercare von Erbach benutzen häufig mehrere Themen, meistens zwei, die einen Kontrast zueinander bilden, manchmal bis zu vier Themen. Zwischen den Themen dieser Instrumentalmusik Erbachs und den musikalischen Themen für Tasteninstrumente anderer zeitgenössischer Komponisten, wie Johann Ulrich Steigleder in Stuttgart und Jan Pieterszoon Sweelinck in Amsterdam, gibt es gewisse Ähnlichkeiten.
So wie die Instrumentalmusik Erbachs sich in Teilen auf venezianische Vorbilder bezieht, geht seine Vokalmusik teilweise auf die doppelchörigen Werke von Andrea Gabrieli zurück; durch sie kam es zu einer gewissen Etablierung der Mehrchörigkeit in Süddeutschland. Die Chorsätze Erbachs erfreuten sich allgemeiner Hochschätzung, was sich aus der Häufigkeit ergibt, mit der sie in Sammeldrucken des späten 16. und des 17. Jahrhunderts enthalten sind und in Inventarverzeichnissen dieser Zeit genannt werden. „Mit seinem Werk hat Christian Erbach das satztechnisch meist bescheidene Strandardrepertoire seiner Zeit des Öfteren durchbrochen und erweitert sowie die Rezeptionstraditionen italienischer Musik beispielhaft zusammengefasst“ (Christoph Hust in der Quelle MGG).

## Werke
- Vokalkompositionen
  - Sammlung Modi sacri sive Cantus musici zu vier bis zehn Stimmen, Augsburg 1600
  - Sammlung Mele sive Cantiones sacrae zu vier bis sechs Stimmen, Augsburg 1603
  - Sammlung Modorum sacrorum sive Cantionum zu vier bis neun Stimmen, Liber 2, Augsburg 1604
  - Sammlung Modorum sacrorum tripertitorum zu fünf Stimmen, drei Teile, Dillingen 1606
  - Sammlung Sacrorum cantionum zu vier bis fünf Stimmen, Liber 3, Augsburg 1611
  - Acht unterschiedtliche Geistliche Teutsche Lieder zu vier Stimmen, Augsburg ohne Jahreszahl
  - Missae ad praecipuos dies festos accomodatae, Erfurt 1630
  - Missa paschali zu fünf Stimmen
  - Officium pro fidelibus defunctis zu fünf Stimmen
  - 3 Antiphonen zu sechs Stimmen
  - Gloria patri zu fünf Stimmen
  - 2 Litaneien zu fünf Stimmen
  - 44 Motetten zu vier bis fünf Stimmen
  - Litanei zu sechs Stimmen
  - Gloria patri zu vier Stimmen
  - 25 Motetten zu vier bis acht Stimmen
  - 1 geistliches Lied zu fünf Stimmen
  - 1 italienisches Madrigal zu sechs Stimmen
  - 5 Magnificat-Zyklen
  - viele weitere Vokalwerke in Sammeldrucken
- Instrumentalkompositionen
  - Canzona La Paglia zu fünf Stimmen
  - Etwa 150 Toccaten, Canzonen und Ricercare in mehreren Quellen

## Diskografie
- Complete Organ Music: Manuel Tomadin an historischen Orgeln (9 CDs, Brilliant Classics 95329, 2022)
- Orgelwerke: Magnificat der 2.Vesper an Pfingsten; Canzone im 2.,4. & 8. Ton; Ricercare im 7. & 9. Ton; Toccata im 7. Ton (beim Label Motette)